# بيرتل جانسون
بيرتل جانسون (بالسويدية: Bertil Jansson)‏ هو منافس ألعاب قوى سويدي، ولد في 29 يونيو 1898 في يونشوبينغ في السويد، وتوفي في 25 سبتمبر 1981 في نورشوبينغ في السويد.

## وصلات خارجية
- بيرتل جانسون على موقع أوليمبيديا (الإنجليزية)
- بيرتل جانسون على موقع اللجنة الأولمبية السويدية (السويدية)